# Melhania hamiltoniana
Melhania hamiltoniana är en malvaväxtart som beskrevs av Nathaniel Wallich. Melhania hamiltoniana ingår i släktet Melhania och familjen malvaväxter. Inga underarter finns listade i Catalogue of Life.